# Salm-Neuburg
Salm-Neuburg fou un comtat del Sacre Imperi Romanogermànic que es va formar el 1529 per divisió de Salm-Badenweiler en dues parts, el mateix Salm-Badenweiler i el comtat palatí de Salm-Neuburg. Nicolau I (1529-1550) fou el primer comte. El 1655 el comtat va passar a la nissaga austríaca dels Sinzendorf però la casa de Salm de Neuburg va conservar el títol de comtes palatins de Neuburg fins a la seva extinció el 1784 quan va morir el nominal comte Francesc Vicenç. Dels Sinzendorf va passar als Lamberg i d'aquestos al príncep bisbe de Passau el 1731.